# Cát Hải
Cát Hải là một đặc khu thuộc thành phố Hải Phòng, Việt Nam.

## Địa lý
Đặc khu Cát Hải nằm ở phía đông thành phố Hải Phòng, có địa giới hành chính bao gồm đảo Cát Hải và hai quần đảo đá vôi thuộc vịnh Bắc Bộ là quần đảo Cát Bà và quần đảo Long Châu. Trong đó, đảo Cát Hải chỉ ngăn cách với đảo Hà Nam thuộc tỉnh Quảng Ninh qua hai kênh đào là kênh Cái Tráp và kênh Hà Nam. Quần đảo Cát Bà là một cụm đảo gần bờ gồm 366 đảo, trong đó đảo lớn nhất là đảo Cát Bà (cũng là hòn đảo lớn nhất của huyện), huyện lỵ của huyện là thị trấn Cát Bà nằm ở phía đông nam của đảo này. Quần đảo Cát Bà được UNESCO công nhận là khu dự trữ sinh quyển thế giới vào năm 2004. Quần đảo Long Châu bao gồm 22 đảo đá vôi nhỏ nằm cách thị trấn Cát Bà 15 km về phía đông nam. Trong đó đảo lớn nhất là đảo Long Châu với diện tích 1 km², trên đảo này có ngọn hải đăng do người Pháp xây dựng vào năm 1895.
Đặc khu Cát Hải có vị trí địa lý:
- Phía đông và phía nam giáp vùng biển ngoài khơi vịnh Bắc Bộ
- Phía tây ngăn cách với phường Đông Hải qua cửa Nam Triệu, cửa biển của sông Bạch Đằng
- Phía bắc giáp tỉnh Quảng Ninh.[4][5]

## Lịch sử
Theo Đồng Khánh địa dư chí, huyện Cát Hải ngày nay dưới thời nhà Nguyễn là hai tổng Đôn Lương và Hà Liên thuộc huyện Nghiêu Phong, phủ Sơn Định, tỉnh Quảng Yên. Huyện Nghiêu Phong từng có nhiều tên khác nhau trong lịch sử như: Động Phục Long, Ân Phong, Chi Phong, Hoa Phong. Đến năm Thiệu Trị thứ nhất (1841), do kiêng chữ Hoa là tên húy của Hoàng thái hậu Hồ Thị Hoa mẹ vua Thiệu Trị nên huyện Hoa Phong đổi thành huyện Nghiêu Phong. Đến thời Đồng Khánh, huyện Nghiêu Phong có 3 tổng: Đôn Lương, Hà Liên và Vân Hải. Trong đó, tổng Đôn Lương gồm 9 xã: Đôn Lương, Lương Lãnh, Hòa Hy, Lục Độ, Can Lộc, Văn Chấn, Phong Niên, Đồng Bài, Hoàng Châu; tổng Hà Liên (thường được gọi với âm Nôm là Hà Sen) gồm 5 xã: Trân Châu, Phù Long, Đường Hào, Gia Luận, Xuân Áng (âm Nôm là Xuân Đám). Huyện lỵ của huyện đặt tại xã Đôn Lương thuộc tổng Đôn Lương (nay thuộc thị trấn Cát Hải).
Đến thời Pháp thuộc, ngày 19 tháng 8 năm 1890 kinh lược Bắc Kỳ ra nghị định đổi huyện Nghiêu Phong thành phủ Nghiêu Phong. Lúc này, tổng Vân Hải cũng được đổi thành huyện Vân Hải (nay là huyện Vân Đồn, tỉnh Quảng Ninh), còn hai tổng Đôn Lương và Hà Sen hợp thành một huyện mới có tên là huyện Cát Hải. Theo Danh mục các làng xã Bắc Kỳ (1927), huyện Cát Hải có 2 tổng Đôn Lương và Hà Sen; tổng Đôn Lương có 10 xã; tổng Hà Sen có 5 xã và phố Cát Bà (sau đổi thành Đại lý Cát Bà, rồi thị xã Cát Bà).
Năm 1955, tỉnh Quảng Yên sáp nhập với đặc khu Hòn Gai thành khu Hồng Quảng, huyện Cát Hải và thị xã Cát Bà thuộc khu Hồng Quảng. Ngày 5 tháng 6 năm 1956, huyện Cát Hải và thị xã Cát Bà được sáp nhập vào thành phố Hải Phòng. Ngày 22 tháng 7 năm 1957, Thủ tướng Chính phủ ban hành Nghị định số 318-TTg về việc thành lập huyện Cát Bà trên cơ sở sáp nhập thị xã Cát Bà và 5 xã: Trân Châu, Xuân Đám, Hiền Hào, Gia Luận, Việt Hải thuộc huyện Cát Hải; thị xã Cát Bà đổi thành thị trấn Cát Bà thuộc huyện Cát Bà.
Ngày 11 tháng 3 năm 1977, Hội đồng Chính phủ ban hành Quyết định số 57-CP. Theo đó, sáp nhập huyện Cát Bà vào huyện Cát Hải. Huyện Cát Hải gồm thị trấn Cát Bà và 13 xã: Cao Minh, Đồng Bài, Gia Lộc, Gia Luận, Hiền Hào, Hòa Quang, Hoàng Châu, Nghĩa Lộ, Phù Long, Trân Châu, Văn Phong, Việt Hải, Xuân Đám. Ngày 13 tháng 3 năm 1979, giải thể xã Cao Minh. Ngày 23 tháng 4 năm 1988, giải thể hai xã Hòa Quang và Gia Lộc để thành lập thị trấn Cát Hải; sáp nhập thôn Hùng Sơn thuộc xã Trân Châu vào thị trấn Cát Bà.
Huyện Cát Hải có 2 thị trấn và 10 xã trực thuộc như hiện nay.
Ngày 16 tháng 6 năm 2025, Ủy ban Thường vụ Quốc hội bàn hành Nghị quyết sắp xếp các đơn vị hành chính cấp xã thuộc thành phố Hải Phòng năm 2025. Theo đó, sắp xếp toàn bộ diện tích tự nhiên, quy mô dân số của huyện Cát Hải thành đặc khu có tên gọi là đặc khu Cát Hải.
Đặc khu Cát Hải có diện tích tự nhiên là 286,98 km2, quy mô dân số là 71.211 người.

## Hành chính
Trước đây, huyện Cát Hải có 12 đơn vị hành chính cấp xã trực thuộc, bao gồm:
- 2 thị trấn: Cát Bà (huyện lỵ), Cát Hải
- 10 xã:
  - Đảo Cát Hải: Đồng Bài, Hoàng Châu, Nghĩa Lộ, Văn Phong
  - Đảo Cát Bà: Gia Luận, Hiền Hào, Phù Long, Trân Châu, Việt Hải, Xuân Đám

| Tên          | Diện tích (km²) | Dân số (người)2022 | Mật độ dân số (người/km²)2022 |
| ------------ | --------------- | ------------------ | ----------------------------- |
| Thị trấn (2) |                 |                    |                               |
| Cát Bà       | 33,52           | 11.500             | 343                           |
| Cát Hải      | 7,37            | 7.900              | 1.072                         |
| Xã (10)      |                 |                    |                               |
| Đồng Bài     | 9,17            | 1.690              | 184                           |
| Gia Luận     | 54,10           | 734                | 14                            |
| Hiền Hào     | 8,74            | 393                | 45                            |

| Tên        | Diện tích (km²) | Dân số (người)2022 | Mật độ dân số (người/km²)2022 |
| ---------- | --------------- | ------------------ | ----------------------------- |
| Hoàng Châu | 1,03            | 2.154              | 2.091                         |
| Nghĩa Lộ   | 8,49            | 3.421              | 403                           |
| Phù Long   | 42,91           | 2.409              | 56                            |
| Trân Châu  | 42,41           | 2.163              | 51                            |
| Văn Phong  | 3,65            | 3.254              | 892                           |
| Việt Hải   | 64,85           | 327                | 5                             |
| Xuân Đám   | 10,73           | 1.197              | 112                           |

Sau khi chuyển thành đặc khu, Cát Hải là 1 trong số 114 đơn vị hành chính cấp xã trực thuộc thành phố Hải Phòng. Toàn bộ 10 xã và 2 thị trấn trước kia được giải thể.

## Du lịch
Đặc khu Cát Hải có đảo quần đảo Cát Bà nơi thiên nhiên ban tặng cho nhiều cảnh quan đẹp, là một trong số các Di sản thế giới được UNESCO công nhận. Ở đây có nhiều điểm du lịch hấp dẫn cho nhiều loại hình như dã ngoại, trải nghiệm, phượt, nghỉ dưỡng, tắm biển; khám phá các hòn đảo, hang động, leo núi... Các địa điểm như:
- Vườn quốc gia Cát Bà
- Đảo khỉ - bãi Cát Dứa
- Pháo đài Thần Công
- Hang Trung Trang
- Bãi tắm Cát Cò 1
- Bãi tắm Cát Cò 2
- Bãi tắm Cát Cò 3
- Làng chài Cái Bèo
- Làng chài Cửa Vạn
- Làng chài Việt Hải
- Quần đảo Long Châu, hòn Cao, hòn Giữa
- Chợ Cát Bà
- Đảo Đầu Bê, hồ Ba Hầm, đảo Bê Cụt Đầu
- Hang Minh Châu
- Hang Quân Y (động Hùng Sơn)
- Đảo Chân Voi
- Hồ Hới
- Bãi biển Tùng Thu
- Động Phù Long (động Thiên Long)
- Đảo Ba Trái Đào
- Đảo Trái Tim
- Động Hoa Cương (hang Đá Hoa)
- Vịnh Cửa Cái - Tàu Gàu
- Đảo Trà Ngư
- Phà Bến Gót
- Vịnh Lan Hạ - đảo Quai Xanh, Nghênh Vẩm, Rùa Giống...
- Đảo Cát Ông
- Bãi Cát Dầm - vịnh Cát Giá
- Đảo Nam Cát
- Đảo Bồ Hòn - hang Trinh Nữ...